# 狼たちの影
『狼たちの影』（おおかみたちのかげ、原題：The "Human" Factor）は、1975年公開のアメリカ、イギリス、イタリア合作のサスペンス・アクション映画。エドワード・ドミトリク監督。主演はジョージ・ケネディ。ドミトリク監督にとって本作は最後の監督作品となった。
日本ではVHS発売時に『電子の復讐者』という題に改題された。

## あらすじ
ジョン・キンズデールはナポリに住むNATOのコンピュータ専門家だったが、テロリストによって妻子を惨殺されてしまう。ジョンは悲しみに打ちひしがれて拳銃自殺を図るが、TVの報道を見ているうちに彼の中に復讐心が芽生えるのだった。

## キャスト
※括弧内は日本語吹替（初回放送1987年3月5日『木曜洋画劇場』）
- ジョン・キンズデール：ジョージ・ケネディ（宮川洋一）
- マイク・マカリスター：ジョン・ミルズ（大木民夫）
- ルポ警部：ラフ・ヴァローネ（石田太郎）
- ジャニス・ティルマン：リタ・トゥシンハム（宗形智子）
- ジョージ・エドモンズ：バリー・サリヴァン（嶋俊介）
- アン・キンズデール：フィアンマ・バージェス（鈴木れい子）
- フラー将軍：アーサー・フランツ
- ミス・ピジョン：ヘイディー・ポリトフ
- アンドリュー・テイラー：トム・ハンター
- カマル・ハムシャリ：フランク・アビアンカ
- カーター：シェーン・リマー
- マーク・キンズデール：ダニー・ヒューストン
- ジェフリー・キンズデール：リッキー・ハリソン
- リンダ・キンズデール：ヒラリー・リーフ
- フィリップス：マイケル・マンデヴィル
- マーク・ローウェル：エディ・フォンセカ
- アグネス・フォンセカ：ヤン・イングランド
- クリストファー・ジェラルディ：ルイス・チャールズ
- コリーヌ・ジェラルディ：コリーヌ・ダン
- マルコ：ヴィンチェンツォ・クロチッティ